# قمن العروس
قرية قمن العروس هي إحدى القرى التابعة لمركز الواسطى في محافظة بني سويف في جمهورية مصر العربية. حسب إحصاءات سنة 2006، بلغ إجمالي السكان في قمن العروس 28246 نسمة، منهم 14553 رجل و13693 امرأة. من أعلامها الراهب أنطونيوس الكبير.